# Am Schauplatz
Am Schauplatz ist eine Reportagereihe im ORF. Sie zeigt Sozialreportagen, ungewöhnliche Lebensgeschichten und Milieustudien aus dem Alltag. Die Sendung wurde von Peter Resetarits und Christian Schüller ins Leben gerufen und am 7. März 1995 zum ersten Mal ausgestrahlt.

## Gestalter
Zum aktuellen Schauplatz-Team gehören Moderator Peter Resetarits, Redaktionsleiter Klaus Dutzler, Produzentin Nina Scherlofsky und die Reporter Robert Gordon, Beate Haselmayer, Kim Kadlec, Gudrun Kampelmüller, Julia Kovarik, Tiba Marchetti, Alfred Schwarzenberger und Nora Zoglauer.

## Auszeichnungen
Die Sendung und deren Gestalter wurden mehrmals mit Auszeichnungen geehrt:
- 1995: Prof. Claus Gatterer-Preis für sozial engagierten Journalismus für Peter Resetarits, für die erste Am Schauplatz-Reportage Der Hausherr über die Machenschaften eines Wiener Immobilienhändlers
- 1996: Fernsehpreis der Österreichischen Volksbildung für Peter Resetarits und Christian Schüller
- 2000: Romy-Spezialpreis der Jury für Peter Resetarits
- 2002: Concordia-Preis in der Kategorie Menschenrechte für Antonia Rados
- 2003: Prof.-Claus-Gatterer-Preis für Robert Gordon (Am Schauplatz- bzw. Am Schauplatz nachgefragt-Reportagen Alles für die Firma. Die beiden Sendungen wurden am 2. April 2002 bzw. 14. Jänner 2003 ausgestrahlt und beschäftigten sich mit den Gefahren von Asbest, dem Eternit-Arbeiter in Vöcklabruck ausgesetzt waren)
- 2004: Prälat-Leopold-Ungar-JournalistInnenpreis für Redakteur Ed Moschitz
- 2004: Fernsehpreis der Österreichischen Erwachsenenbildung für Peter Liska (Reportage Helfer in Not)
- 2005: Medienpreis Davos für Ed Moschitz (Reportage Restlesser)
- 2010: Fernsehpreis der Österreichischen Erwachsenenbildung für Ed Moschitz (Reportage Am rechten Rand, s. u.)
- 2011: Hilfswerk-Journalistenpreis für Julia Kovarik und Ed Moschitz (Reportage Die Angstmacher)
- 2012: Hilfswerk-Journalistenpreis für Julia Kovarik (Reportage Ärger im Paradies)
- 2015: Prälat-Leopold-Ungar-JournalistInnenpreis an Mirjam Unger für Armut ist kein Kinderspiel[2]
- 2016: Dr.-Karl-Renner-Publizistikpreis für Julia Kovarik und Alexandra Augustin (Reportage Kampf im Park)
- 2016: Prälat-Ungar-Anerkennungspreis für Robert Gordon Julia Kovarik (Die letzten Arbeiter)
- 2017: Claus-Gatterer-Preis an Nora Zoglauer
- 2017: WINFRA-Preis an Nina Horowitz (Voller Dreck)[3]
- 2017: Dr.-Karl-Renner-Publizistikpreis in der Kategorie Fernsehen an Nina Horowitz (Voller Dreck)[4]
- 2017 TV-Preis der Armutskonferenz für Kim Kadlec (Millionen mit dem Wohnen)
- 2018 Preis der Österreichischen Ärztekammer an Tina-Schmidt-Labenbacher (Landarzt gesucht)
- 2018: Fernsehpreis der Österreichischen Erwachsenenbildung 2017 an Sendungsverantwortliche Heidi Lackner[5]
- 2018: Dr. Karl Renner-Preis an Kim Kadlec und Max Nichols (Chakra mit Gewerbeschein)
- 2018 Fernsehpreis der Armutskonferenz an Beate Haselmayer (Besser als die Straße)
- 2018 Österreichischer Umweltjournalismuspreis an Beate Haselmayer und Klaus Dutzler (Der hohe Preis vom Billigfleisch)

## Kontroverse um Neonazi-Reportage
Im März 2010 produzierte der ORF eine von Ed Moschitz geführte Schauplatz-Folge über zwei jugendliche Rechtsextremisten aus Wien-Favoriten. Im Rahmen der Dreharbeiten besuchten die Jugendlichen am 12. März 2010 in Wiener Neustadt die Endkundgebung zu den Gemeinderatswahlen in Niederösterreich 2010 des rechtspopulistischen FPÖ-Chefs Heinz-Christian Strache. Nachdem die Jugendlichen ein Autogramm von Strache erhalten hatten, soll laut Strache der Satz „Sieg Heil“ oder „Heil Hitler“ gefallen sein. Daraufhin zeigte Strache den ORF wegen Anstiftung zur nationalsozialistischen Wiederbetätigung an. Einige Tage später spielte der ORF das Original-Drehmaterial der Staatsanwaltschaft und einigen Pressevertretern vor. Die behaupteten Aussagen waren auf dem Material jedoch nicht zu hören.
Am 25. März 2010 strahlte der ORF die Sendung aus aktuellem Anlass aus. Anschließend war eine Spezialfolge von Club 2 zu sehen. Zu Gast waren unter anderem Heinz-Christian Strache, ORF-Redaktionschef Johannes Fischer, ÖVP-Klubobmann Karlheinz Kopf und der Verfassungsjurist Heinz Mayer. In der Diskussion warf Strache dem ORF vor, sein Drehmaterial manipuliert zu haben, indem die nationalsozialistischen Parolen entfernt worden seien. Er behauptete außerdem, dass die beiden Jugendlichen ausschließlich auf Wunsch des ORF bei seiner Veranstaltung gewesen seien, weil der Sender für seine Reportage gezielt eine Eskalation vor laufender Kamera inszenieren wollte. Dies belegte er mit Auszügen aus polizeilichen Vernehmungsprotokollen von einem der beiden rechtsradikalen Jugendlichen und einer Zeugin, in denen von einer Zahlung von 80 Euro pro rechtsextreme Parole die Rede war. ORF-Redaktionschef Fischer zitierte seinerseits das polizeiliche Vernehmungsprotokoll des zweiten Jugendlichen, der angab, nichts von derartigen Vereinbarungen zu wissen. In den darauffolgenden Tagen meldeten sich die Jugendlichen in mehreren Zeitungsinterviews zu Wort und behaupteten, dass die von Strache zitierten Aussagen durch starken psychischen Druck bei den Vernehmungen erzwungen worden waren. Des Weiteren wurde ein Video veröffentlicht, das einen der beiden bei einer Veranstaltung Straches im Jahr 2009 zeigte.
Mittlerweile ist das Verfahren gegen Ed Moschitz wegen Anstiftung zur Wiederbetätigung eingestellt worden. Heinz-Christian Strache wurde wegen Falschaussage gegenüber der Staatsanwaltschaft angezeigt.
Im Jahr 2017 wurde die FPÖ aufgrund von Behauptungen, Moschitz hätte junge Skinheads zu "Neonazi-Sagern" angestiftet, letztinstanzlich wegen übler Nachrede und Verletzung der Unschuldsvermutung verurteilt. Moschitz wurde eine Entschädigung von 17.000 Euro zugesprochen.

## Ableger
Aus den klassischen Am Schauplatz-Reportagen entwickelten sich mehrere erfolgreiche Ableger:
- Seit dem 21. März 1997 bietet Am Schauplatz extra in unregelmäßigen Abständen mit verlängerter Sendezeit die Möglichkeit für längere, tiefer gehende Reportagen.
- In der Sendung Am Schauplatz Gericht, die am 3. Oktober 1997 startete,[13] begleiten Peter Resetarits und sein Team Prozesse und ihre Protagonisten mit der Kamera.
- In Schauplatz – Nachgefragt werden Themen und Protagonisten vergangener Sendungen wieder aufgegriffen, um die aktuelle Situation oder Veränderungen zu zeigen.

## Sender, Termine und Zuseherzahlen
Der Schauplatz wurde ursprünglich immer dienstags nach der ZIB 2 gegen 22:30 Uhr auf ORF 2 ausgestrahlt. Anfang der 2000er wechselte der Sendeplatz auf Freitag 21:20 Uhr. Mit der Programmreform von Frau Zechner wanderte der Schauplatz am 17. Jänner 2013 auf Donnerstag abend, 21:05 Uhr. Vereinzelt werden Ausgaben in unregelmäßigen Abständen auf 3sat ausgestrahlt. Im Jahr 2018 sahen die Reportagesendung durchschnittlich 583.000 Menschen.

## Liste der Folgen
| Sendedatum | Titel                                                                    |
| ---------- | ------------------------------------------------------------------------ |
| ?          | Amazonas – Greenpeace Einsatz gegen die Zerstörung des Amazonas-Urwaldes |
| 30.11.1999 | Taschendiebe                                                             |
| 21.12.1999 | Fast geschenkt                                                           |
| 18.01.2000 | Kaufrausch                                                               |
| 29.08.2006 | Schöner fremder Mensch                                                   |
| 02.10.2006 | Knochenarbeit                                                            |
| 09.10.2006 | Glücksmaschinen                                                          |
| 16.10.2006 | Ein Dorf muss weg                                                        |
| 23.10.2006 | Ein echter Wiener                                                        |
| 07.11.2006 | Nur für Deutsche                                                         |
| 14.11.2006 | Nach der Sucht                                                           |
| 21.11.2006 | Zappelphilipp                                                            |
| 28.11.2006 | Mustafa & Co.                                                            |
| 05.12.2006 | Heisse Ware                                                              |
| 12.12.2006 | Magd auf Zeit                                                            |
| 19.12.2006 | Eine kleine Spende                                                       |
| 16.01.2007 | Keine Chance                                                             |
| 23.01.2007 | Bei den Frommen                                                          |
| 30.01.2007 | Die Ziegenmama                                                           |
| 27.02.2007 | Fremde bei Nacht                                                         |
| 13.04.2007 | Liebe auf Bestellung                                                     |
| 20.04.2007 | Kindeskinder                                                             |
| 27.04.2007 | Eingefahren                                                              |
| 04.05.2007 | Zum Kuckuck                                                              |
| 18.05.2007 | Nicht mit mir                                                            |
| 01.06.2007 | Für immer jung                                                           |
| 08.06.2007 | Die schönsten im Land                                                    |
| 29.06.2007 | Verbotene Liebe                                                          |
| 06.07.2007 | Spezial – Die Wellenhofs (1)                                             |
| 13.07.2007 | Spezial – Die Wellenhofs (2)                                             |
| 20.07.2007 | Spezial – Die Wellenhofs (3)                                             |
| 03.08.2007 | nachgefragt                                                              |
| 10.08.2007 | Schnurz der Taugenichts                                                  |
| 14.09.2007 | Böses Blut                                                               |
| 21.09.2007 | Vater gesucht                                                            |
| 21.09.2007 | nachgefragt                                                              |
| 05.10.2007 | Schauplatz Gericht                                                       |
| 20.10.2007 | Wie werde ich Österreicher                                               |
| 02.11.2007 | Schauplatz Gericht                                                       |
| 30.11.2007 | Nicht ganz normal                                                        |
| 14.12.2007 | Wenn Tiere erzählen                                                      |
| 11.01.2008 | Schauplatz Gericht                                                       |
| 18.01.2008 | nachgefragt                                                              |
| 02.02.2008 | Schauplatz Gericht                                                       |
| 09.02.2008 | Aus dem Leben einer Schneiderin                                          |
| 04.04.2008 | Immer auf Achse                                                          |
| 11.04.2008 | Schauplatz Gericht                                                       |
| 04.06.2008 | Einer von uns                                                            |
| 06.06.2008 | Alfred das Idol                                                          |
| 12.06.2008 | Schmankerln vom Schauplatz (Wh.)                                         |
| 13.06.2008 | Oh Du Mein Nachbar                                                       |
| 18.07.2008 | Die Welt der Bettler                                                     |
| 29.08.2008 | Schauplatz Gericht                                                       |
| 31.10.2008 | Frisch aus dem Mistkübel                                                 |
| 21.11.2008 | Das letzte Abenteuer                                                     |
| 28.11.2008 | Auf und davon                                                            |
| 19.12.2008 | Des Schusters Glück                                                      |
| 05.01.2009 | Fremde Nachbarn                                                          |
| 16.01.2009 | Die Russin kommt                                                         |
| 23.01.2009 | Bis aufs letzte Hemd                                                     |
| 30.01.2009 | Mein Auftritt Bitte                                                      |
| 20.02.2009 | Single in Not                                                            |
| 06.03.2009 | Heimliche Stars                                                          |
| 20.03.2009 | Tief im Keller                                                           |
| 27.03.2009 | Viel zu gescheit                                                         |
| 03.04.2009 | Fixplatz im Himmel                                                       |
| 17.04.2009 | Nix ungarisch                                                            |
| 24.04.2009 | Franz im Glück                                                           |
| 29.05.2009 | Unsere kleine Welt                                                       |
| 19.06.2009 | Frauen und Fäuste                                                        |
| 31.07.2009 | Der kleine Unterschied                                                   |
| 05.08.2009 | Unter Weißen (Wh.)                                                       |
| 14.08.2009 | Fahrendes Volk                                                           |
| 21.08.2009 | Der Dreck muss weg (Wh.)                                                 |
| 28.08.2009 | Jeder Tag ein Traum                                                      |
| 25.03.2010 | Am rechten Rand                                                          |
| 16.04.2010 | Das Leben ist kein Hit                                                   |
| 21.05.2010 | Die Glücksfalle                                                          |
| 25.06.2010 | Die Angstmacher                                                          |
| 16.07.2010 | Wir vom Balkan                                                           |
| 23.07.2010 | Mütter ohne Geld                                                         |
| 30.07.2010 | Uferlos                                                                  |
| 13.08.2010 | Die Stimme im Kopf                                                       |
| 20.08.2010 | Männer zum Mieten                                                        |
| 27.08.2010 | Spielen statt Leben                                                      |
| 03.09.2010 | Ein kleiner Lichtblick                                                   |
| 10.09.2010 | Außer Kontrolle                                                          |
| 24.09.2010 | Fromme gegen Fromme                                                      |
| 08.10.2010 | Der Abzocker                                                             |
| 22.10.2010 | Die letzten Zeugen                                                       |
| 29.10.2010 | Ich muss hinauf                                                          |
| 12.11.2010 | Die Rebellin                                                             |
| 26.11.2010 | Das Dorfwunder                                                           |
| 15.04.2011 | Was Oma will                                                             |
| 24.06.2011 | Heilen verboten                                                          |
| 08.07.2011 | Diskrete Jäger                                                           |
| 09.09.2011 | Mit eigenen Händen                                                       |
| 30.09.2011 | Ärger im Paradies                                                        |
| 14.09.2011 | Vergiftet                                                                |
| 28.10.2011 | Die letzte Ernte                                                         |
| 07.11.2011 | Leben ohne Plastik                                                       |
| 11.11.2011 | Kein Geld gegen Sex                                                      |
| 25.11.2011 | Diagnose unheilbar                                                       |
| 27.01.2012 | Die gute alte Zeit                                                       |
| 10.02.2012 | Herr der Tiere                                                           |
| 24.02.2012 | Von der Hand in den Mund                                                 |
| 02.03.2012 | Dancing Stars: Die ungeschminkte Wahrheit                                |
| 23.03.2012 | Tatort Teller                                                            |
| 30.03.2012 | Einfach verschwunden                                                     |
| 27.04.2012 | Fast ein happy end                                                       |
| 25.05.2012 | Unser tägliches Brot                                                     |
| 08.06.2012 | Das operierte Glück                                                      |
| 15.06.2012 | Männer zum mieten                                                        |
| 13.07.2012 | Fast ganz sicher                                                         |
| 10.08.2012 | Zum fressen gern                                                         |
| 17.08.2012 | Gestohlene Kindheit                                                      |
| 24.08.2012 | Daheim in der Fremde                                                     |
| 31.08.2012 | Märtyrer oder Mafiosi                                                    |
| 11.09.2012 | Albtraum Heim                                                            |
| 28.09.2012 | Gib mir mein Kind zurück                                                 |
| 12.10.2012 | Daheim auf der Straße                                                    |
| 23.11.2012 | Nach China aus Liebe                                                     |
| 30.11.2012 | Nicht gut genug                                                          |
| 07.12.2012 | Die Schönsten von gestern                                                |
| 24.01.2013 | Wunder Gibt es immer wieder                                              |
| 31.01.2013 | Schöner fremder Mann                                                     |
| 14.02.2013 | Hochbegabt mit Handicap                                                  |
| 21.02.2013 | Von vertuschen und verheimlichen                                         |
| 28.02.2013 | Der Ofen ist aus                                                         |
| 14.03.2013 | Angst ums Haus                                                           |
| 21.03.2013 | Auf der Flucht                                                           |
| 28.03.2013 | Immer neue Fallen                                                        |
| 18.04.2013 | Alles Porno                                                              |
| 16.05.2013 | Bienen in Not                                                            |
| 23.05.2013 | Die Reichen vom Wörthersee                                               |
| 06.06.2013 | Ausgesiedelt                                                             |
| 13.06.2013 | Gericht Feinde fürs Leben                                                |
| 20.06.2013 | Bar der einsamen Herzen                                                  |
| 27.06.2013 | Praktisch gratis                                                         |
| 04.07.2013 | Alptraum Einbruch                                                        |
| 11.07.2013 | Nicht von dieser Welt                                                    |
| 25.07.2013 | Alte Kleider – neues Geld                                                |
| 01.08.2013 | Der geschönte Mann                                                       |
| 08.08.2013 | In der Schuldenfalle                                                     |
| 24.10.2013 | Der Sheriff vom Gemeindebau                                              |
| 07.11.2013 | Die Bären sind los                                                       |
| 21.11.2013 | Die verschwundenen Milliarden                                            |
| 09.01.2014 | Arme Sau                                                                 |
| 30.01.2014 | Gleiches Recht für alle                                                  |
| 13.02.2014 | Viel zu laut                                                             |
| 20.02.2014 | Super sicher                                                             |
| 06.03.2014 | Verliebt verlobt zerstritten                                             |
| 13.03.2014 | Schulen und Chancen                                                      |
| 07.03.2019 | Das Bio-Dilemma                                                          |
| 14.03.2019 | Gericht – der glaubt, ich bin deppert!                                   |